# 金石灘

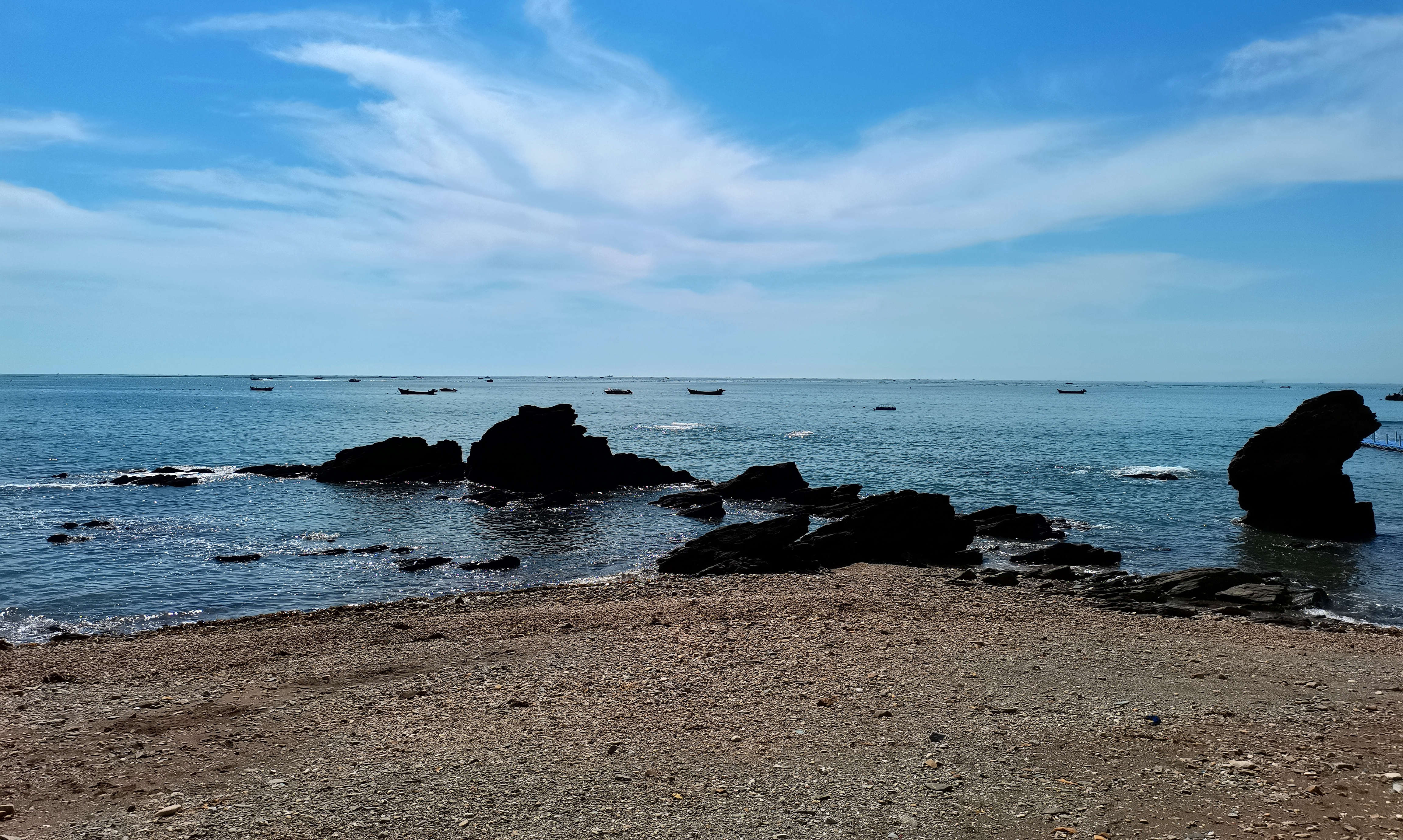
金石灘の風景1

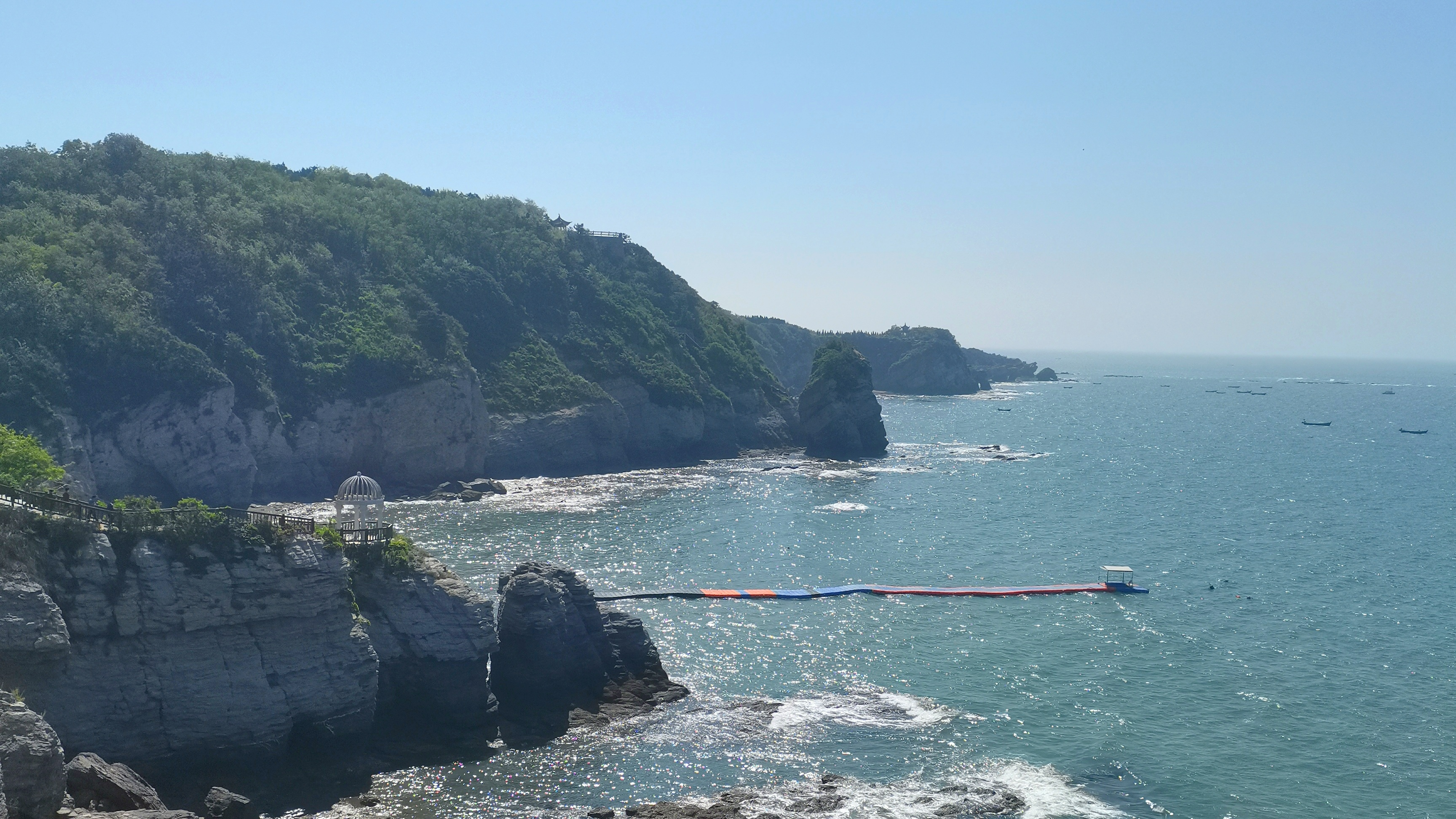
金石灘の風景2

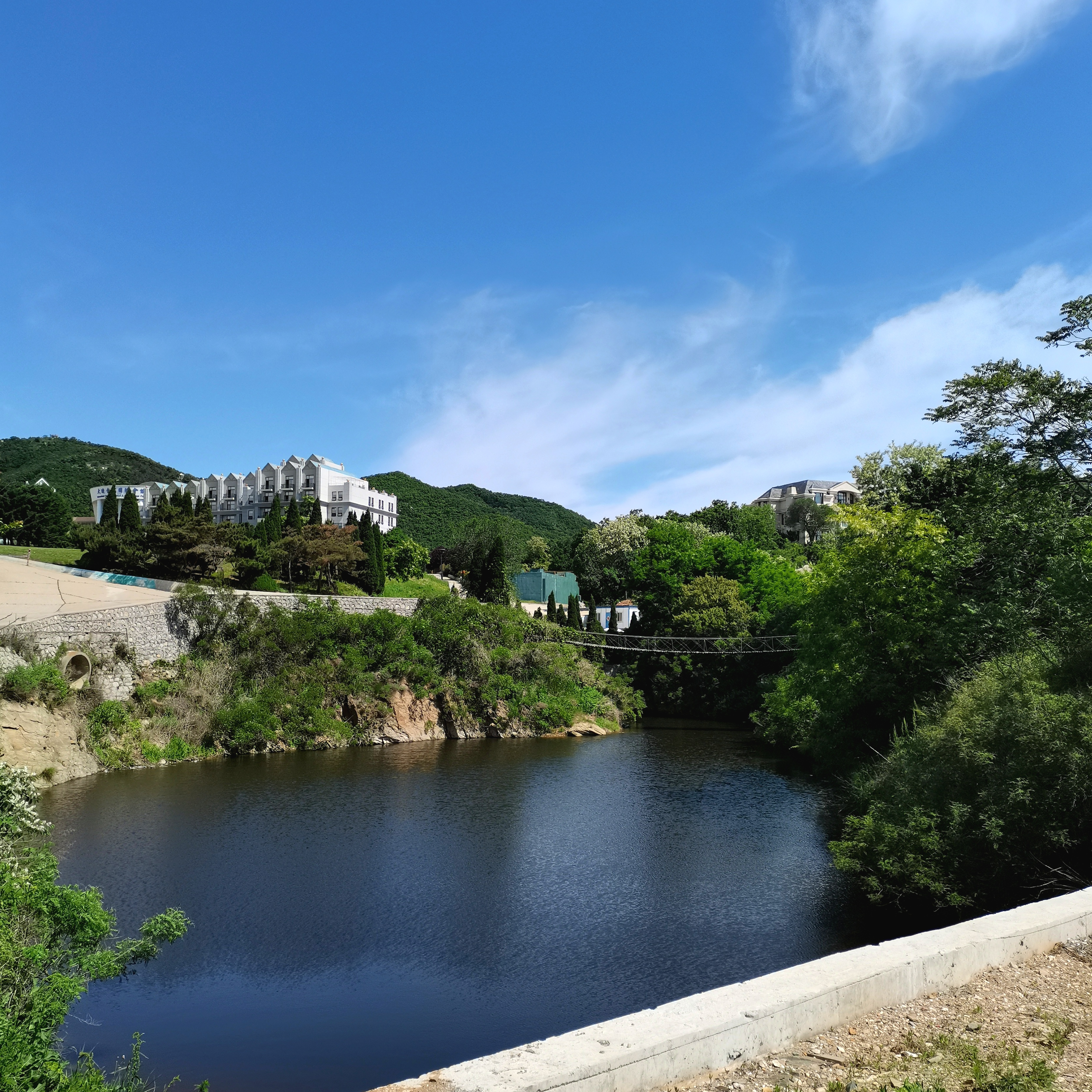
金石灘の風景3

金石灘国家観光リゾート地区（きんせきたんこっかかんこうリゾートちく、中国語: 金石滩国家旅游度假区）は、中国遼寧省大連市金州区にある機能区の一つで、国家級風景名称区であり、5A級国家風景名勝区、国家地質公園であり、かつて海外のCNNにも「中国の最も美しい場所40選」と評価された。金石灘の陸地面積は62平方キロメートル、海域面積は58平方キロメートルである。 主な観光スポットには、ゴールド・コースト、金石園、海岸ジオパーク、金石蝋人形館、生命の神秘博物館、発現王国などがある。

## 主要観光地
金石灘には、大連金石蝋人形館、生命の神秘博物館などのエリアがある。金石蝋人形館は大連地下鉄3号線金石灘駅の北側にある金石文化博覧広場にある。 大連金石灘国家観光リゾートの金石灘ゴールドコーストには、大連で最初にオープンしたテーマパークの一つである発現王国がある。

## 沿革
金石灘はかつて「満家海水浴場」と呼ばれ、大連では「満家海水浴場」、凉水湾、ナマコとカニの籠詰め」で有名であった。海岸には数億年前に形成された海浜地形と堆積岩があり、「海上石林」と呼ばれていた。後にこれらの石は「金よりも価値がある」として、「金石灘」と呼ばれるようになった。
1984年、当時金県党委員会書記だった薄熙来は、金石灘の開発を決定した。
1986年3月には県級自然保護区となり、1987年11月には大連市人民政府が市級自然保護区への昇格を承認した。
1988年8月、国務院により国家級風景名勝区第二陣として承認された。
1992年11月、国務院は国内初で最大の国家観光リゾートの設立を承認した。【参照：国家観光リゾート区】
2005年9月、国土資源部の認可により、金石灘公園を核心とする「大連沿岸国家ジオパーク」が設立され、翌年には国家資源保護科学基地となった。
2000年、金石灘風景区は初の4A級観光名所の一つとなり、2010年1月には5A級観光名所に格上げされた。
2014年3月13日、国家海洋局は「大連金石灘国家海洋公園」の設立を認可した。

## 参照項目
- 盛唐・小京都プロジェクト
- 大連の観光地（中国語版）・大連の観光地